# Stadio nazionale del Perù (1897)
Lo stadio nazionale del Perù (in spagnolo Estadio Nacional del Perú) è stato un impianto sportivo ad uso polivalente situato a Lima, capitale del Perù.

## Storia
Fu edificato nel 1897 nel quartiere di Santa Beatriz con il nome di Estadio Guadalupe ed era destinato per lo più al calcio.
Nel 1921 prese il nome di Estadio Nacional, a seguito di un imponente lavoro di ampliamento dell'impianto e di abbellimento della zona, voluto dal presidente peruviano Augusto Leguía y Salcedo in occasione delle celebrazioni per il centenario dell'indipendenza del Paese.
Nel 1927 il Perù organizzò per la prima volta il Campeonato Sudamericano de Football (corrispondente all'attuale Coppa America): tutte le partite di quell'edizione (vinta dall'Argentina) si giocarono proprio in questo impianto, che da allora divenne la sede fissa delle gare casalinghe della nazionale peruviana.
Sempre qui si disputarono tutte le partite delle altre due edizioni del Campeonato Sudamericano organizzate dal Perù dell'anteguerra, nel 1935 e nel 1939 (quest'ultima vinta proprio dai padroni di casa). Nel 1947 vi si giocò anche il torneo calcistico dei Giochi Bolivariani.
Nel 1951 l'ormai vetusto Estadio Nacional venne chiuso e demolito: al suo posto fu realizzato il Parque de la Reserva, uno dei più grandi e famosi parchi cittadini di Lima.
Teatro delle gare casalinghe della nazionale blanquirroja è oggi il nuovo Estadio Nacional del Perú, costruito a poche decine di metri da dove sorgeva il vecchio stadio e inaugurato nel 1952.